# Batalha de Adrianópolis (378)
A segunda Batalha de Adrianópolis (9 de agosto de 378) foi travada entre um exército romano comandado pelo imperador Valente, de um lado, e, de outro, tribos germânicas (principalmente grutungos e tervíngios, com o apoio de alguns alanos e hunos, não germanos) comandadas por Fritigerno. A batalha ocorreu em Adrianópolis (atualmente Edirne, na Turquia) e resultou numa vitória decisiva para os godos.
O desastre para o lado romano foi tanto que, em poucas horas de uma abrasante tarde de agosto, 20 000 dos melhores soldados do império perderam a vida na região semiárida da Trácia, província romana ao sul do rio Danúbio. Foi uma verdadeira carnificina, onde, além de o próprio imperador Valente, muitos capitães, 35 tribunos, dois altos funcionários do palácio e dois generais pereceram no combate.
A partir daí, os bárbaros acumularam tanto poder que, em 410, saquearam a própria Roma.
A batalha foi uma das mais importantes na história romana, pois prenunciou o colapso final do Império Romano do Ocidente no século V. Também significou a mudança da infantaria para a cavalaria como força principal de combate, pois foi graças à chegada da famosa cavalaria ostrogoda, no momento em que os exércitos romanos atacavam o acampamento godo, que a batalha se decidiu, impondo às legiões romanas um verdadeiro massacre. Curiosamente, o embate deu-se no Império Romano do Oriente, que sobreviveria à sua contraparte ocidental até 1453.

## Antecedentes
Segundo um "mito de origem", os godos procediam originalmente do sul da Escandinávia, mas a partir do século I d.C. teriam emigrado para sudeste, assentando-se dois séculos mais tarde nas grandes planícies a norte do mar Negro. Ali se dividiram com o tempo em dois ramos, os grutungos (do gótico Ost Goths, "godos do leste") e os tervíngios (em gótico Wiss Goths, "godos do oeste"), separados pelo rio Dniestre.
Os tervíngios estenderam-se de seguida para sudoeste, cruzando com frequência a fronteira romana e realizando saques, até chegarem a um acordo pelo qual os romanos lhes cediam a província da Dácia (oeste da atual Romênia) em troca da paz, à época do imperador Aureliano (270—275). Constantino converteu-nos em federados do império e encarregou-lhes a defesa do limes danubiano em troca de importantes somas de dinheiros, mas cedo chegaram os problemas. Se os romanos tinham de pagar aos bárbaros para que os defendessem, quem impedir-lhes-ia receber mais dinheiro que o de uma legião qualquer? Apesar das crises econômicas dos séculos III e IV, os romanos continuavam tendo muito dinheiro, somente era preciso colhê-lo. Assim, todas as vezes que os godos estimavam que lhes convinha um aumento do seu soldo, cruzavam em armas o rio Danúbio, saqueavam algumas cidades e voltavam às suas terras, comunicando aos romanos que continuariam fazendo-o enquanto os subsídios não aumentassem. Assim o fizeram até 370.
Esse mesmo ano, os godos encontraram-se às suas costas com um inimigo com o que não contavam: os hunos. Este povo de ginetes asiáticos derrotou estrepitosamente os alanos do rio Volga e estendeu-se depressa pelas estepes da atual Rússia, enfrentando com os grutungos em 370, que foram também vencidos e forçados a servir no seu exército com outros povos germânicos. As notícias relatadas pelos refugiados grutungos puseram aos seus irmãos do oeste em pé de guerra, mas quando em 376 os hunos atravessaram o Dniestre para enfrentarem a eles, os godos ocidentais foram derrotados igualmente. Ao contrário dos seus irmãos orientais, os tervíngios tiveram chance de fugir e aproveitaram-na, solicitando aos romanos cruzar o Danúbio e instalar-se esta vez na província da Mésia Secunda, no território da moderna Bulgária. Os romanos não recusaram a proposta, pois lhes convinha para defender os Bálcãs da previsível futura invasão dos hunos. Historiadores romanos cifraram a massa de refugiados num milhão de pessoas (das quais até um quinto eram guerreiros), porém, a cifra é considerada por muitos historiadores modernos um exagero, rebaixando a cifra a algumas centenas de milhares de germanos (tervíngios, grutungos, alanos e tervíngios), sendo 75 000 o número de tervíngios (15 000 seriam guerreiros) aos quais se somaram após cruzar a fronteira cerca de 4 000 ginetes grutungos e alanos que entraram furtivamente no império, com 2 000 a 5 000 carros apresentavam-se voluntários para cultivar e defender uma zona fronteiriça escassamente povoada, onde as poucas legiões e os mercenários francos se mostraram insuficientes frente às invasões anteriores dos próprios tervíngios e doutros povos bárbaros. Os tervíngios assentaram-se na Mésia, ficando praticamente independentes, somente condicionados a pagarem determinados impostos e servir no exército quando fosse preciso, pelo que começaram a receber novas armas e treino nas técnicas de guerra romanas. Também desfrutaram a partir desse momento da cidadania romana. 

### A impossível convivência

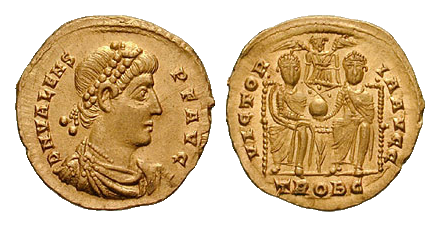
Sólido romano com a efígie do imperador Valente

A chegada dos tervíngios à Mésia teve a oposição de amplos setores da sociedade romana. Muitos políticos e militares viam um perigo iminente na presença dos tervíngios como organismo autônomo dentro do império, considerando-os o equivalente a um tumor no mesmo e que cedo ou tarde ocasionariam problemas. Contudo, os pretórios Modesto e Tatiano recomendaram o assentamento dos federados, por considerarem que as vantagens ultrapassavam amplamente os possíveis riscos.
Por outro lado, o povo da zona e a Igreja não viam bem terem como vizinhos os bárbaros, com numerosos costumes pagãos e crentes na doutrina do arianismo, que o resto dos cristãos consideravam uma heresia. Porém, Valente não levou em conta estas queixas, pois ele próprio era ariano, e isso dava-lhe mais confiança nos imigrantes. Quanto ao perigo de rebelião, Valente considerou-o menor, pois os tervíngios deram nos últimos tempos mostras de querer servir ao império e adotar numerosos aspectos da sua cultura. No pior dos casos, se os tervíngios voltavam às andadas deveriam abandonar as terras de Mésia e encontrar-se-iam encurralados entre as hordas hunas e as tropas dos impérios do Oriente e Ocidente.
Tudo parece indicar que os godos cumpriram o acordo esta vez e que foram os romanos os causadores da quebra do frágil equilíbrio dois anos depois. Os Bálcãs eram uma zona pobre, e os funcionários públicos romanos na região recorriam a todo tipo de corruptelas para prosperarem. De entre todos os funcionários públicos que começaram a inflar os tributos em excesso e acossar os godos destacava o avarento "conde" (Comes, governador e arrecadador de impostos) da Mésia, Lupicino, e o seu ajudante Máximo. Lupicino também fez grandes negócios vendendo a preços excessivos os materiais e alimentos que o império dispusera para criar os novos assentamentos. Embora em princípio o mais destacado nobre e líder majoritário dos tervíngios da Mésia, Fritigerno (em gótico Frithugarnis, "o que deseja a paz") acatou o trato de Lupicino, cedo começou a mostrar reticências perante as sucessivas visitas dos arrecadadores. Sinalaram-se várias razões para isso: a morte do nobre godo Alavivo (Alavivus), que até então teria recomendado uma postura mais dócil a Fritigerno; a chegada de Atanarico e os seus seguidores por conta própria à Mésia, antanho enfrentados a Fritigerno e à sua política colaboradora com os romanos, aos que Valente recusara acolher no império e que foram abandonados na Dácia frente do empurre dos hunos; ou o simples esgotamento da paciência de Fritigerno, sobretudo num ano (377) que fora mau para a agricultura.
Contudo, Lupicino começou a considerar Fritigerno como um possível obstáculo para os seus planos e decidiu assassiná-lo. Para isso, convidou o chefe tervíngio a um banquete com a desculpa de aparar as arestas com ele, onde esperava colhê-lo por surpresa. Suspeitando a atitude de Lupicino, ou talvez avisado por alguém, Fritigerno apresentou-se armado e acompanhado pelos seus melhores homens ao convite, e foi ele que matou ali a Lupicino e os que iam ser os seus assassinos. Considerando-se então livres do seu acordo com os romanos, os tervíngios decidiram recuperar os seus bens saqueando as povoações romanas da Mésia e especialmente a mais rica província vizinha da Trácia.

### O plano de contra-ataque romano

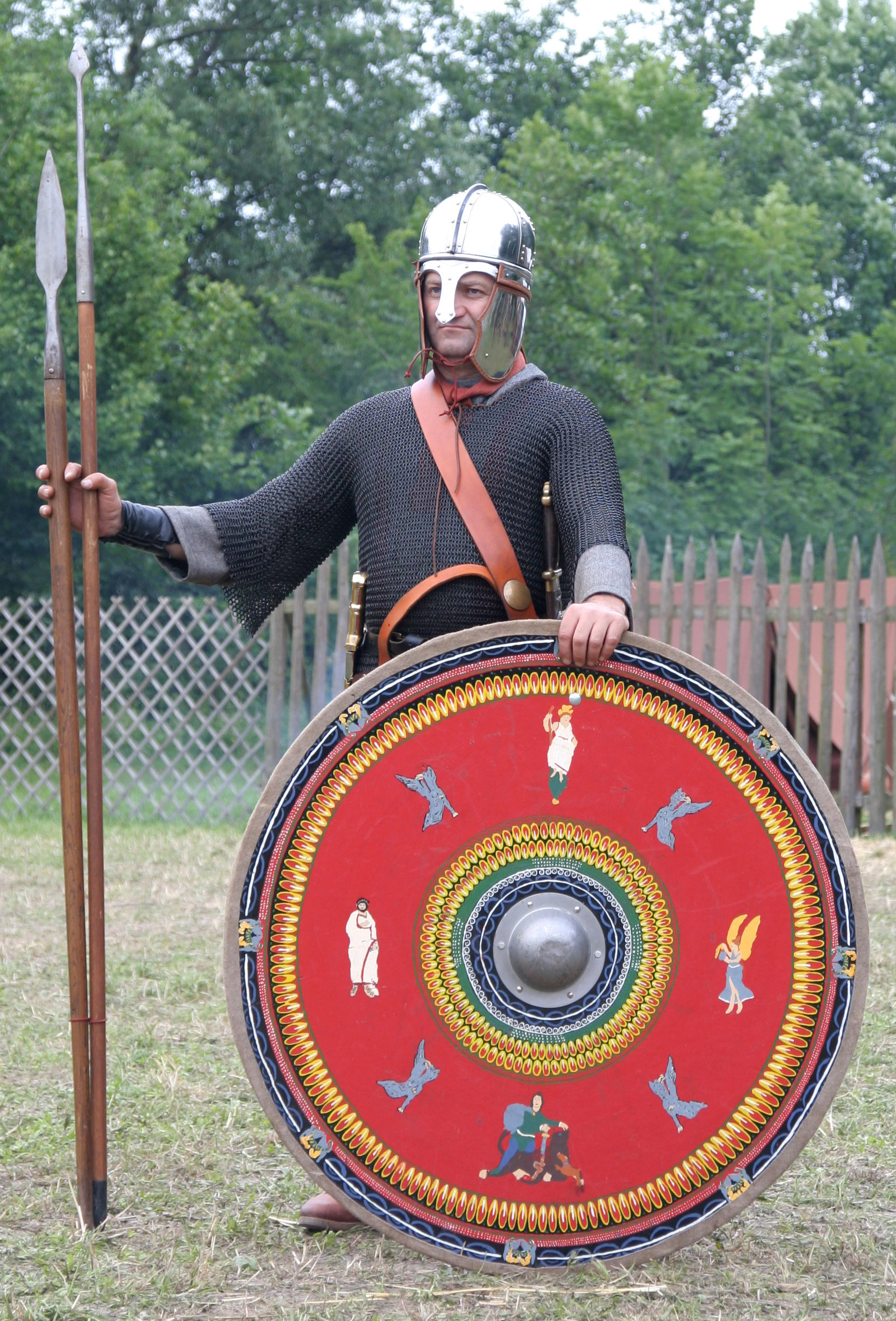
Típica equipa de um soldado romano à época das invasões bárbaras

A rebelião dos godos surpreendeu o imperador Valente em Antioquia, desde onde planejava uma campanha contra o Império Sassânida que, como desde fazia séculos, discutia as fronteiras romanas no Oriente Próximo e apoiava revoltas dos povos locais contra Constantinopla, como a de Cilícia, sufocada em 375, ou a dos sarracenos na Palestina, Fenícia e no Sinai, que se conseguiu submeter no final de 377. Aproveitando este pequeno descanso, Valente dirigiu o trasvase de tropas veteranas da fronteira oriental para os Bálcãs, onde acabou formando um dos maiores exércitos romanos já vistos.
Em Adrianópolis, onde foi instalado o acampamento e foi guardado o tesouro imperial destinado a pagar a campanha, reuniram-se sete legiões, cujo núcleo era formado por 5 000 homens veteranos das legiões palatinas (legiones palatinae), a elite do exército romano do momento, ajudados pelos auxiliares palatinos (auxilia palatinae) e outros tipos de auxiliares até alcançar os 21 000 homens. Apoiando estes, reuniram-se outros 28 000 auxiliares leves, com pouca ou nenhuma armadura.
Assim como em outras ocasiões, o peso da contenda foi dado à infantaria romana, enquanto a cavalaria somente teria um papel secundário apoiando a esta. Porém, o destacamento de cavalaria que marchou até Adrianópolis também foi importante, pois era constituído por 1 500 ginetes de elite da guarda imperial (Schola palatinae) apoiados por 1 000 cavaleiros palatinos (equites palatinae) e 5 000 cavaleiros comitatenses (equites comitatenses). Neste último grupo incluíam-se importantes divisões de cavalaria árabe e arqueiros a cavalo.
Contudo, tão grande exército contava com uma importante diferença a respeito das poderosas legiões romanas de antanho: a equipa. Os anos de crise econômica afetaram o exército, que agora devia marchar menos preparado para a batalha. As tropas de infantaria pesada substituíram a armadura de placas (armadura segmentada) pela menos efetiva cota de malha, que até então levaram os auxiliares (muitos dos quais marchavam esta vez à batalha sem armadura e em alguns casos nem sequer capacete). O gládio, a antiga espada romana, fora substituída por outra mais longa (espata), e o pilo fora retirado em muitos casos, embora algumas unidades de infantaria e de cavalaria portassem uma lança longa (neste último caso, influenciadas pela cavalaria bárbara). Também se perdera o escudo, o antigo e efetivo escudo retangular romano, pelo que as unidades que portavam algum escudo na batalha fizeram-no com modelos redondos ou ovais de madeira ou metal mais barato, similares aos dos bárbaros. Além disso, pioraram a instrução e disciplina da tropa.
Os tervíngios receberam uma instrução similar à dos romanos e, por muito grande que for o exército reunido por Valente, este continuava sendo a metade dos homens com que contavam os godos. A fim de alcançar um número comparável, Valente entrou em contato com o seu sobrinho Graciano, imperador do Ocidente que conseguira recusar com sucesso várias invasões bárbaras, o qual acedeu e marchou junto a um exército próprio para se reunir com o do seu tio.

### Os godos e os seus aliados
A chegada de tropas de elite era um fato esperado depois das fáceis derrotas das pequenas guardas romanas na zona. Apesar de a equipa e instrução dos romanos já não ser as de tempos passados, Fritigerno sabia que provavelmente eram superiores aos seus e ainda podiam fazer-lhes muito dano, pelo que tratou de contra-arrestar essa diferença multiplicando ainda mais as suas numerosas tropas.
Os emissários tervíngios percorreram as zonas circundantes e até mesmo voltaram a cruzar o rio Danúbio para se entrevistar com os povos que habitavam ali, entre eles os seus velhos inimigos hunos. As gestões tiveram sucesso, pois conseguiram o apoio dos alanos, dos grutungos e doutras tribos bárbaras menores. Até mesmo se uniram várias centenas de hunos e refugiados romanos (escravos fugitivos, desertores, etc.). Assim, o exército inicial de tervíngios e refugiados grutungos, composto por cerca de 110 000 guerreiros, cresceu até a cifra de 155 000 homens e 11 500 ginetes sem que o soubessem os romanos, fazendo parecer ainda menor ao seu lado o exército de Valente.
Os bárbaros não eram especializados no manejo de uma arma em particular, pelo que marchavam à batalha com todo tipo de armas, tanto de arremesso (dardos, arcos, fundas, machados franciscas...) como de combate corpo a corpo. Durante o transcurso da batalha podiam lutar tanto montados como a pé, mudando frequentemente de uma situação a outra sem problemas. As unidades não eram bem definidas, talvez com a única exceção de um corpo de cavalaria pesada couraçada de inspiração romano-sármata. Um bom número dos guerreiros godos portavam também cotas de malha e capacetes de origem romana, bem como o seu característico escudo redondo de grande tamanho.

## Desenvolvimento da batalha
Em 9 de agosto de 378, o exército de Valente deixou os impedimenta, demais apetrechos e insígnias imperiais em Adrianópolis ou nas suas cercanias, e marchou para noroeste, até avistar numa planície o acampamento godo, perto das duas da tarde. Não parecia haver sentinelas longe do acampamento, onde as tropas godas pareciam acampar ao completo, protegidas atrás dos carros vazios que usavam como muralha (laager) quando não se estavam movimentando. Os reforços de Graciano ainda não chegaram, pelo que se discute quais teriam sido realmente as razões de Valente para marchar até ali: talvez ainda não esperasse entrar em batalha e dispor tropas à vista dos tervíngios fosse somente uma medida de pressão a fim de forçar a sua rendição. Outros opinam que Valente queria de verdade entrar em combate então, confiando em que as suas tropas veteranas lhe dariam uma vitória que, se aguardava por Graciano, seria compartilhada e, portanto, menos honorável. Reunido com os seus generais, Vítor e Ricomero (este último de origem germana, que supervisara a chegada dos tervíngios à Mésia por ordem de Valente) sugeriram aguardar por Graciano e não se meter em problemas. Sebastião, por outro lado, recomendou um ataque imediato que aproveitasse o fator surpresa. Não se faria nem o um nem o outro.
As tropas romanas avançavam em posição linear, com a infantaria pesada de Trajano e os auxiliares no centro, e a cavalaria protegendo os flancos. Valente permanecia detrás da infantaria com a sua guarda pessoal.
Quando os godos viram os romanos nas cercanias, Fritigerno solicitou parlamentar. É provável que em lugar de querer assim esquivar a batalha, o seu objetivo fosse na realidade o de ganhar tempo. Tinha a infantaria e uma pequena parte da cavalaria dentro dos limites do acampamento, mas a maior parte desta (com a que não contavam os romanos) vinha de caminho sob comando dos nobres grutungos Alateu e Safrax.

### Primeira fase
O primeiro ataque correspondeu aos romanos, embora parece que lhes pegou por surpresa tanto aos godos quanto aos seus próprios companheiros. Sem aguardar a que acabassem as negociações, os tribunos Cassião e Bacúrio, o Ibério ordenaram às suas tropas auxiliares o ataque, que marcharam depressa para o acampamento tervíngio enquanto o resto da infantaria romana seguia nas suas posições. O flanco esquerdo da cavalaria imitou-os, procurando atacar os godos por um lateral, enquanto estes enfrentavam com as duas pequenas divisões de auxiliares, as quais foram repelidas sem problemas e postas em fuga de jeito desonroso, correndo rápidas para as suas posições anteriores. Acabavam de iniciar a batalha da pior forma possível.

### Segunda fase
Fritigerno deu as conversações por terminadas e ordenou atacar então, fazendo sair à maioria dos seus homens do acampamento à procura dos romanos. Então apareceu à sua direita o enorme exército de ginetes sob comando de Alateu e Safrax, que se encontrou em face do destacamento de cavalaria do flanco esquerdo romano, o qual foi obrigado a retroceder para as suas posições originais após ocasionar-lhe numerosas baixas. Os tervíngios controlavam já o terreno, e ao acercar-se às linhas romanas, começaram a lançar-lhes as armas de arremesso que portavam. Os romanos aguentaram como puderam a chuva de projéteis até as linhas godas chegarem até eles, começando então o combate corpo a corpo.

### Terceira fase
Enquanto a infantaria e o flanco direito da cavalaria combatiam contra os seus homólogos bárbaros, sofrendo numerosas baixas em ambos os bandos, a cavalaria do flanco esquerdo romano virou e atacou novamente Alateu e Safrax. Tal manobra pegou-os desprevenidos e permitiu os romanos obrigar-lhes retroceder, adiantando-se no campo de batalha praticamente até os carros tervíngios. Acredita-se que este foi o ponto de inflexão da batalha, pois de ter recebido então ajuda de outras unidades, talvez a cavalaria romana pudesse pôr em fuga a bárbara, apesar de que a ultrapassava em número, e atacar por detrás à infantaria visigoda.
A cavalaria romana começou a ver-se amplamente superada, à medida que perdia empurre e não recebia ajuda, enquanto se somavam à cavalaria visigoda homens das tropas que ficaram no acampamento, incluído o próprio Fritigerno. A desproporção de forças tornou-se manifesta e o que ficava da cavalaria romana nesse flanco foi destroçado, fugindo os poucos sobreviventes do campo de batalha.

### Quarta fase
Uma vez postos em fuga os cavaleiros romanos, a infantaria de Fritigerno avançou para se juntar com as primeiras linhas da infantaria goda. Enquanto isso, a cavalaria de Alateu e Safrax adiantou-se pelo lateral para atacar os flancos e a retaguarda de Trajano, começando a cercar os romanos pela esquerda. Amiano Marcelino relata o que deveu ser especialmente aterrador para os soldados romanos, que viram sair dentre a poeira ("como do nada") a cavalaria goda, por surpresa e às suas costas. Isto deixou a grande parte do exército romano sem capacidade de manobra.

### Quinta fase
Os soldados destacados no flanco esquerdo estavam já perdidos, sem possibilidade de fugir nem clemência que esperar dos tervíngios. Embora neste ponto os historiadores latinos provavelmente exageram, não resulta ser tão raro que os homens dessas unidades pelejassem até a morte, chegando a carregar sem possibilidades de vitória contra as cada vez mais nutridas filas de bárbaros. As baixas foram enormes nos dois bandos, até o ponto de o número de cadáveres e os charcos de sangue começar a tornar dificultoso o movimento pelo campo de batalha. As unidades romanas perderam a comunicação entre elas. Enquanto umas aproveitaram para fugir, outras, vendo-se cercadas, tiveram de pelejar até o final.
Então começou uma fuga geral das tropas romanas que puderam. Enquanto as últimas unidades de Trajano eram esmagadas, Valente correu a refugiar-se atrás do que ficava da cavalaria do flanco direito, que unida às últimas unidades auxiliares tentavam organizar um núcleo final de resistência em torno do imperador. Os generais Trajano e Vítor estavam com ele.

### Morte de Valente e final da batalha
Sobre o final de Valente circulam diferentes versões, sem que se possa afirmar com certeza qual é a correta. A primeira é que, simplesmente, Valente faleceu após receber o impacto de uma flecha inimiga, encurralado e combatendo junto aos homens que o acompanhavam, como um soldado mais. Outras dizem que pôde ser evacuado pelos seus generais (talvez ferido) e refugiou-se numa casa próxima ou, mais provavelmente, numa torre de guarda. Os tervíngios ignoravam que Valente estava dentro, mas ao observar que se guarneciam soldados romanos no seu interior, acabaram com as últimas tropas que se opunham e acenderam fogo ao edifício, morrendo todos os que se encontravam dentro. Seja como for, ninguém pôde identificar o corpo de Valente entre todos os caídos na batalha, pelo que teria sido sepultado como um soldado anônimo mais.

## Cerco de Adrianópolis

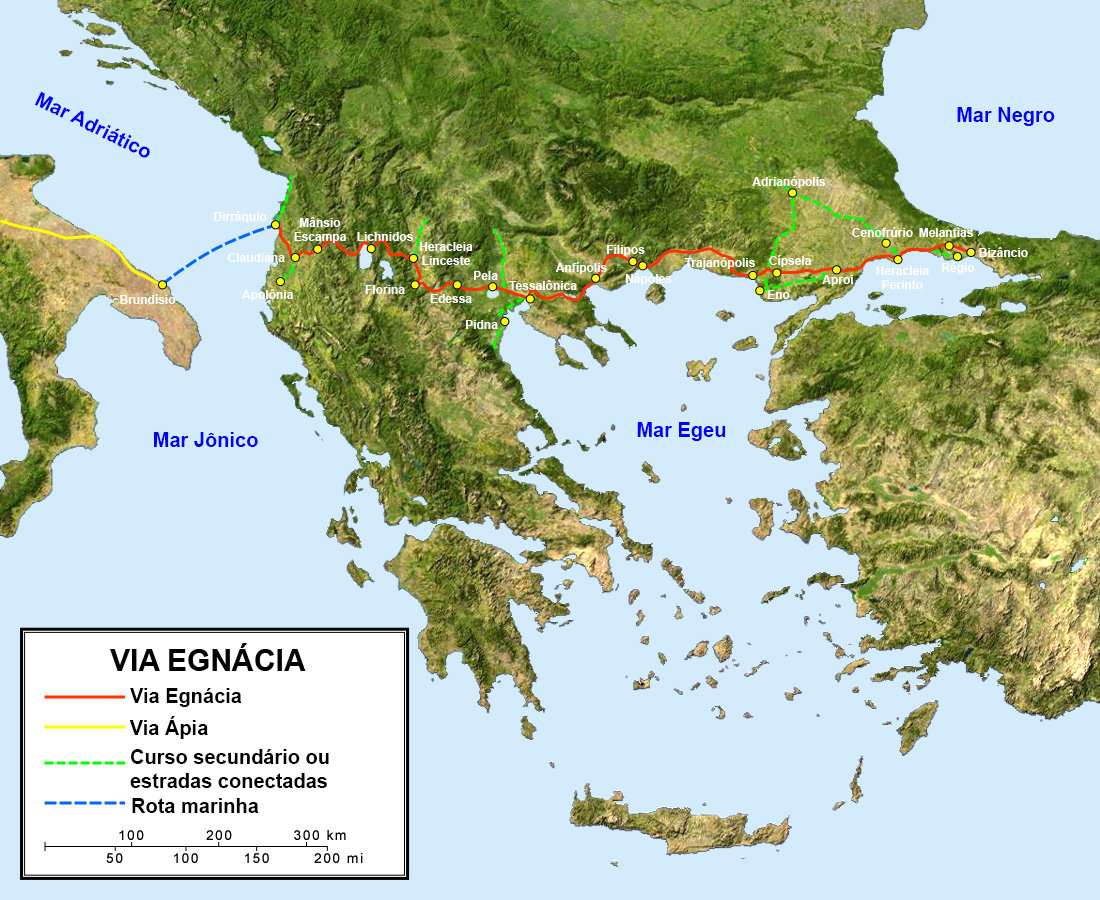
Via Egnácia, principal via romana dos Bálcãs. Adrianópolis fica perto do seu percurso, próximo do ponto em que a orientação muda para sudeste e conduz a Constantinopla. Depois de tomar Adrianópolis, os godos teriam chegado à capital imperial depressa e sem oposição.

Os tervíngios não se detiveram após a batalha. Acabavam de destruir o maior exército visto na zona e podia-se dizer que já eram os donos dos Bálcãs. Até mesmo mataram o imperador, ficando o império órfão. O passo mais lógico foi prosseguir a sua política de saques e decidiram começar por Adrianópolis, a pouca distância, com o tesouro imperial no seu interior e para onde conseguira fugir ao redor de um terço (20 000) dos homens de Valente. Adrianópolis era uma pilhagem muito valiosa, e ainda mais pelo fato de dominar os caminhos para Constantinopla, a própria capital dos romanos do Oriente.
A captura da cidade não viria a ser fácil. À guarda urbana somaram-se os soldados sobreviventes da batalha, embora as autoridades locais não permitiram a estes entrar na cidade. No seu lugar deveram construir a toda a pressa um segundo muro de barricadas em torno da cidade atrás dos quais se refugiarem eles e a própria Adrianópolis, onde a própria população começou a colaborar maciçamente com o exército para fazer face à iminente chegada dos godos.
Estes chegaram pouco depois. Visando dificultar ainda mais a entrada do inimigo na cidade, bloquearam as portas colocando grandes pedras atrás estas e montaram algumas máquinas de guerra. O bloqueio das portas deixava os restos do exército de Valente sem possibilidade de fugir e refugiar-se. Assim, não é de estranhar que os romanos que avistaram os godos fossem 300 auxiliares, e que iniciassem a nova batalha lançando-se numa carga tão heroica quanto suicida. Todos os seus integrantes faleceram.
Os germanos avançaram até as linhas de defesa da cidade, onde se viram obrigados a deter-se e lutar sob os muros da fortificação, enquanto os romanos que havia em cima lhes lançavam todo tipo de projéteis. Os godos também lançavam as suas próprias armas de arremesso, mas após um determinado momento, os sitiados perceberam que os bárbaros coletavam lanças e flechas do campo de batalha e as voltavam a lançar contra eles, sinal de que as suas ficaram esgotadas. Para deixar os godos sem possibilidade de usar os projéteis que lhes chegavam, ordenou-se quebrar a união entre as pontas e o resto da flecha ou lança. Assim, as armas de arremesso podiam ser usadas uma vez mais, mas quando impactavam com algo (acertassem ou não) quebravam e ficavam inutilizáveis. Adicionalmente, as pontas soltas cravavam-se nos soldados inimigos, sem possibilidade de ser extraídas.
Enquanto a luta prosseguia assim nos muros, terminou-se de armar e dispor para o combate um onagro. Os romanos apontaram para o grosso das tropas godas e lançaram a primeira pedra; esta errou o tiro, mas teve certo impacto psicológico sobre os atacantes, que não dispunham de armas de assédio. Não souberam como reagir e perderam momentaneamente a coesão entre as suas forças, facilitando o contra-ataque dos romanos. Após sofrer numerosas baixas e fracassar em cada uma das suas cargas, sendo expulsos dos muros tão pronto apostavam uma escala, os tervíngios viram-se finalmente obrigados a retirarem-se e marchar novamente para noroeste, salvando-se Adrianópolis e Constantinopla de sofrer a sua conquista.
Uma vez marcharam os godos, os soldados voltaram com o tesouro imperial para Constantinopla ou refugiaram-se em outras cidades mais seguras das imediações. Muitos dos habitantes de Adrianópolis abandonaram também as suas casas por medo a que os bárbaros voltassem, se bem que estes não chegaram a fazê-lo.

## Consequências
A primeira consequência da esmagadora derrota do Império Romano do Oriente foi o trono vago que Valente deixou em Constantinopla. Antes que o caos se apropriasse do Oriente, o imperador do Ocidente e sobrinho do defunto, Graciano, encomendou o governo ao general hispânico Flávio Teodósio, que foi coroado em 379 e chegaria a ser conhecido como Teodósio. Teodósio adquiriu o trono do Ocidente anos mais tarde e foi o último homem que governou o Império Romano na íntegra, pelo que é chamado o último dos romanos.
Teodósio dirigiu pessoalmente uma nova campanha contra os godos, que terminou ao cabo de dois anos, após os quais conseguiu derrotá-los e negociar um pacto em 382 com o seu novo chefe, Atanarico, no que voltava a restituí-los como federados na Mésia. Fritigerno morrera por causas naturais no ano anterior.
Ainda que o novo pacto supostamente retornava ao status quo inicial, já nada voltaria a ser igual para os godos nem para os romanos. Após Adrianópolis, os tervíngios eram conscientes da sua força e continuaram extorquindo os romanos quanto lhes parecia conveniente. Foi Alarico I quem chegou mais longe com esta política, e até mesmo aspirou a ocupar algum cargo importante no governo do Império do Oriente. Ao não ver resolvidas as suas demandas, submeteu os Bálcãs a uma nova política de saques, chegando a entrar em Atenas. Somente cessou quando Rufino, o tutor grutungo do filho de Teodósio, o reconheceu como mestre dos soldados da província da Ilíria. Tal concessão foi na realidade um autêntico roubo, pois forçou os tervíngios a instalarem-se numas terras menos ricas e férteis que as que deixavam, e que, além disso, eram disputadas pelos Impérios do Oriente e Ocidente.
As desavenças de Alarico com os seus novos vizinhos ocidentais (que não reconheciam o governo do Oriente nem de Alarico sobre a Ilíria) conduziriam ao Saque de Roma (410), visto pelos contemporâneos como o fim do mundo conhecido.
A derrota de Adrianópolis teve também as suas consequências na forma romana de fazer a guerra. Após o massacre romano, foi impossível recuperar o número de soldados e oficiais perdidos na batalha e o exército teve de ser reestruturado, abandonando o clássico sistema de legiões. A partir de então (foi Teodósio que exportou o novo modelo ao Ocidente), o exército romano foi dividido em pequenas unidades de limítanes (guardas fronteiriços, muitas vezes bárbaros federados) dirigidas por um "duque" (dux) que governava uma zona fronteiriça desde uma fortificação particular, mais um exército móvel (comitatenses) que se deslocava aonde aparecessem os problemas. Este novo sistema de defesa seria o embrião do futuro sistema feudal da Idade Média. A batalha de Adrianópolis também demonstrou a eficácia da cavalaria na guerra, pelo que o seu número aumentou nos novos exércitos em detrimento da infantaria. As novas unidades de cavalaria costumavam ser formadas, assim mesmo, por mercenários bárbaros, primariamente hunos, sármatas ou persas, que combatiam com espada longa e lança e foram pela sua vez os precursores dos cavaleiros medievais.
Finalmente, o caos ocasionado pelos godos em Adrianópolis foi aproveitado pelos hunos para cruzarem o Danúbio e imitar a política de saques e extorsões que tão bons resultados tinha dado aos tervíngios. Quando Átila chegou ao trono huno em 434, esta política era algo comum para o seu povo, e foi ele que a levou a sua máxima expressão acelerando a queda do Império Romano do Ocidente.